# 肥大成長
肥大成長（ひだいせいちょう、肥大生長と表記されることもある）とは、高等植物に見られる成長のうち、太くなる方向への成長のことである。特に樹木に見られ、陸上植物の特色と言える。

## 概説
種子植物の場合、成長の方向には大きく二つがある。一つは伸びる方向の成長で、これを伸長成長と言う。これは主として根や茎の先端にある頂端分裂組織によって行われる先端成長によるものである。
もう一つは、茎が太くなる方向への成長である。これが肥大成長である。樹木ではこの成長が長く維持されるために、巨大な幹に成長することができる。

## 内容
肥大成長は、その内容によって大きく二つに分けられる。

### 一次肥大成長
成長点では、先に向かって伸びると同時に、直下の茎の構造が作られるのだから、太さも形成されるとも言える。これを一次肥大成長という。これはすべての維管束植物で見られる現象である。コケ類の場合もそれに近い状況はある。
裸子植物と、被子植物のうちの双子葉植物とにおいては、この最初に形成される部分が、木部と師部が組になった個々の維管束が放射状に並んだ、いわゆる真正中心柱である。この部分の木部を一次木部と言う。

### 二次肥大成長
一次肥大成長だけで終わる植物も多いが、さらに肥大成長を続ける例も多く、それを二次肥大成長という。これは、茎の外周に分裂組織を生じ、そこから内部へ木部を形成しつつ太くなって行く成長である。一般的に肥大成長がこれを意味することも多い。
最も普通なのは、裸子植物と双子葉植物に見られるもので、真正中心柱に由来するものである。この場合、放射状に並んだ維管束の木部と師部の隙間をつなぐように輪のような分裂組織ができる。この分裂組織を形成層と言う。形成層からは、内側には木部が、外側には師部が形成される。肥大するのは主として木部の蓄積によるものである。この成長が始まると、一次木部は互いに押し込まれて形を失い、次第に形成層内部は密集した木部で占められ、材になって行く。
また、茎の表面ではコルク形成層によって樹皮が作られる。

### 単子葉植物の場合
被子植物のうち、双子葉植物以外である単子葉植物の場合、茎が木部と師部に大きく分かれておらず、木部と師部とをそれぞれが有している維管束がまばらに並んだ構造をとっている。これを不整中心柱という。単子葉植物の茎には真正中心柱のような形成層はなく、単子葉植物では一次肥大成長しかみられない。
しかし、一部の単子葉植物には木質化したり樹木的になったりするものもある。例えば、タケの場合、木質化はするが、太さは変わらない。また、ヤシなどは先端成長する部分が幅広くなり、一次肥大成長の段階で太い茎を形成する。
なお、センネンボク（ドラセナ）などでは茎の二次肥大成長が見られる。しかし、その様子は、双子葉植物などのものとはかなり異なっている。茎の二次肥大成長が見られる単子葉植物では、二次的に形成された維管束形成層が、内部に向けて維管束を作ってゆくことで肥大成長が行われている。

### 異常肥大成長
いくつかの植物では維管束形成層が複数輪できたり歪な形をしていることで通常と異なる肥大成長を見せるものがある。
通常とは異なる配置や形の形成層を異常形成層と言う。これによる二次成長を異常肥大成長と言う。
異常肥大成長の例として、ソテツ類の多くや一部のマメ科植物などでは形成層の外側に新しい形成層が作られ、それぞれの形成層が活動することで異常肥大成長を見せる。ヒルギダマシでは一つの形成層の活動期間が短く、外側に新しい形成層が作られるため結果的に複数の維管束痕が見られる。
また、サキシマスオウノキの板根は形成層が特定の方向にのみ活発に活動することによる。

## 木本と草本
木本と草本をどう区別するかについては、いくつかの説があるが、一つの考えとして、二次肥大成長が行われるかどうかを以て区別する、というものがある。いわゆる草は茎が太らない、という風に考えるものである。裸子植物がすべて二次肥大成長を行って樹木になる、という点から見ると、被子植物に多く見られる草本は二次肥大成長をあえて失って草本化した、と見ることもできる。
この観点で見れば、例えば高山植物の背の低いものにも多くの木本があることになる一方、竹は絶対に草である。いずれもやや常識との間に問題を生じそうであるが、この問題に関しては、どの説も一長一短である。

## 系統との関係
先述のように一次肥大成長はすべての維管束植物に見られる。しかし、二次肥大成長は必ず見られるとは限らない。
裸子植物はすべてがこれを行う。被子植物にもこれを行うものは多く、その形式はほぼ裸子植物と一致する。他方、被子植物でも単子葉植物の場合、大部分は二次肥大成長を行わない。一部のヤシ科などに木質化し二次肥大成長するものがあるが、その形式はかなり独自のものである。恐らく、単子葉植物は双子葉植物から二次肥大成長を行わない形で進化したが、一部が改めて樹木化し、その際に新たにそれを身につけたのであろう。
それでは、裸子植物の二次肥大成長がどこに由来するかであるが、シダ植物の段階で生じたものと考えられる。現生のシダ植物では、このような二次肥大成長をするものはほとんどない。いわゆる木生シダ類は、かなり背が高くなるにもかかわらず幹の二次肥大成長は行われない。茎は先に行くにつれて太くなるが、根元の部分では茎は細いままで、その外側に発達する根の層で植物体は支えられている。現生のシダ植物では二次肥大成長はミズニラ類とハナワラビ類にのみわずかに見られる。

### 化石的証拠
二次肥大成長は植物のいくつかの系統において古生代にほぼ同時平行的に生まれたようである。化石の上では、大葉類の系統ではデボン紀後期の前裸子植物であるアーケオプテリス (Archaeopteris) は真正中心柱をもち、太さ1.5mに達する茎を形成したことが知られている。現生の樹木はすべて大葉類に属するから、このようなものの子孫に当たるのであろうが、詳しい系統関係については分からないことが多い。ハナワラビ類の二次肥大成長はこの型に属するので、系統的にもこれに近いとする説もある。
小葉類ではやはりほぼ同時期に巨木になる種が生まれている。リンボクなどでは原生中心柱を元にした肥大成長が行われていたらしい。現生のミズニラのそれがこれに近い。また、トクサ植物門のカラミテス (Calamites) は真正中心柱をもとにした二次肥大成長があったらしい。現在のトクサ類も真正中心柱をもつが、二次肥大成長は行わない。

## 生態的意味
肥大成長は樹木の重要な特徴である。これは、陸上での生活の中で特に進化したものと思われる。陸上での生活では、葉を広げるためには空中でそれを支える必要があり、それを支える枝や幹が硬化する必要がある。また、光は上から注ぐから、他の植物より上に出る方が有利であるが、そのためにはそれを支える幹はより太く丈夫にならなければならない。そのような競争の結果が現在の樹木を生んだものであろう。
結果として、地上における森林を含む生態系は樹木の幹という多量の生物体を常に維持するものとなっており、水中の生態系との大きな違いとなっている。
また、林業においては、肥大成長は材木の生産そのものでもあるから、それとのかかわりにおいても広く研究されている。